# Lista över fornlämningar i Nyköpings kommun (Spelvik)
Lista över fornlämningar i Nyköpings kommun (Spelvik) är en förteckning av ett urval av de fornlämningar som finns i Spelvik i Nyköpings kommun.
| Namn                   | Lämningstyp                 | Tillkomsttid | Historisk indelning   | Plats  | Läge                 | ID-nr          | Bild                                      |
| ---------------------- | --------------------------- | ------------ | --------------------- | ------ | -------------------- | -------------- | ----------------------------------------- |
| Spelvik 1:1            | Stensättning                |              | Spelvik, Södermanland |        | 58.913870, 17.094369 | 10036600010001 | Ladda upp en bild av detta fornminne      |
| Spelvik 1:2            | Stensättning                |              | Spelvik, Södermanland |        | 58.913734, 17.094413 | 10036600010002 | Ladda upp en bild av detta fornminne      |
| Spelvik 2:1            | Gravfält                    |              | Spelvik, Södermanland |        | 58.909194, 17.089818 | 10036600020001 | Ladda upp en bild av detta fornminne      |
| Spelvik 3:1            | Grav- och boplatsområde     |              | Spelvik, Södermanland |        | 58.911456, 17.079782 | 10036600030001 | Ladda upp en bild av detta fornminne      |
| Spelvik 4:1            | Gravfält                    |              | Spelvik, Södermanland |        | 58.912289, 17.080660 | 10036600040001 | Ladda upp en bild av detta fornminne      |
| Fårhagen (Spelvik 5:1) | Gravfält                    |              | Spelvik, Södermanland |        | 58.908097, 17.074932 | 10036600050001 | Ladda upp en bild av detta fornminne      |
| Spelvik 6:1            | Gravfält                    |              | Spelvik, Södermanland |        | 58.893298, 17.128115 | 10036600060001 | Ladda upp en bild av detta fornminne      |
| Spelvik 7:1            | Gravfält                    |              | Spelvik, Södermanland |        | 58.895022, 17.130788 | 10036600070001 | Ladda upp en bild av detta fornminne      |
| Spelvik 8:1            | Gravfält                    |              | Spelvik, Södermanland |        | 58.896100, 17.115973 | 10036600080001 | Ladda upp en bild av detta fornminne      |
| Spelvik 9:1            | Gravfält                    |              | Spelvik, Södermanland |        | 58.898997, 17.113715 | 10036600090001 | Ladda upp en bild av detta fornminne      |
| Spelvik 11:1           | Gravfält                    |              | Spelvik, Södermanland |        | 58.891442, 17.123150 | 10036600110001 | Ladda upp en bild av detta fornminne      |
| Spelvik 11:2           | Röse                        |              | Spelvik, Södermanland |        | 58.891579, 17.122041 | 10036600110002 | Ladda upp en bild av detta fornminne      |
| Spelvik 13:1           | Hög                         |              | Spelvik, Södermanland |        | 58.908990, 17.096648 | 10036600130001 | Ladda upp en bild av detta fornminne      |
| Spelvik 13:2           | Stensättning                |              | Spelvik, Södermanland |        | 58.908942, 17.096888 | 10036600130002 | Ladda upp en bild av detta fornminne      |
| Spelvik 13:3           | Stensättning                |              | Spelvik, Södermanland |        | 58.909398, 17.096464 | 10036600130003 | Ladda upp en bild av detta fornminne      |
| Spelvik 15:1           | Stensättning                |              | Spelvik, Södermanland |        | 58.908857, 17.095425 | 10036600150001 | Ladda upp en bild av detta fornminne      |
| Spelvik 16:1           | Grav- och boplatsområde     |              | Spelvik, Södermanland |        | 58.910236, 17.098786 | 10036600160001 | Ladda upp en bild av detta fornminne      |
| Spelvik 17:1           | Stensättning                |              | Spelvik, Södermanland |        | 58.910784, 17.100261 | 10036600170001 | Ladda upp en bild av detta fornminne      |
| Spelvik 17:2           | Stensättning                |              | Spelvik, Södermanland |        | 58.910630, 17.100356 | 10036600170002 | Ladda upp en bild av detta fornminne      |
| Spelvik 18:2           | Stensättning                |              | Spelvik, Södermanland |        | 58.911150, 17.102106 | 10036600180002 | Ladda upp en bild av detta fornminne      |
| Spelvik 22:1           | Röse                        |              | Spelvik, Södermanland |        | 58.912934, 17.101848 | 10036600220001 | Ladda upp en bild av detta fornminne      |
| Spelvik 22:2           | Stensättning                |              | Spelvik, Södermanland |        | 58.912902, 17.102227 | 10036600220002 | Ladda upp en bild av detta fornminne      |
| Spelvik 22:3           | Stensättning                |              | Spelvik, Södermanland |        | 58.913046, 17.102149 | 10036600220003 | Ladda upp en bild av detta fornminne      |
| Spelvik 22:4           | Stensättning                |              | Spelvik, Södermanland |        | 58.913077, 17.101856 | 10036600220004 | Ladda upp en bild av detta fornminne      |
| Spelvik 22:5           | Röse                        |              | Spelvik, Södermanland |        | 58.913260, 17.102787 | 10036600220005 | Ladda upp en bild av detta fornminne      |
| Spelvik 22:6           | Röse                        |              | Spelvik, Södermanland |        | 58.913207, 17.103322 | 10036600220006 | Ladda upp en bild av detta fornminne      |
| Spelvik 22:7           | Stensättning                |              | Spelvik, Södermanland |        | 58.912796, 17.103159 | 10036600220007 | Ladda upp en bild av detta fornminne      |
| Spelvik 22:8           | Grav markerad av sten/block |              | Spelvik, Södermanland |        | 58.912810, 17.101180 | 10036600220008 | Ladda upp en bild av detta fornminne      |
| Spelvik 23:1           | Stensättning                |              | Spelvik, Södermanland |        | 58.911673, 17.105973 | 10036600230001 | Ladda upp en bild av detta fornminne      |
| Spelvik 23:2           | Stensättning                |              | Spelvik, Södermanland |        | 58.911661, 17.106269 | 10036600230002 | Ladda upp en bild av detta fornminne      |
| Spelvik 24:1           | Gravfält                    |              | Spelvik, Södermanland |        | 58.909362, 17.102653 | 10036600240001 | Ladda upp en bild av detta fornminne      |
| Spelvik 24:2           | Hällristning                |              | Spelvik, Södermanland |        | 58.909892, 17.102603 | 10036600240002 | Ladda upp en bild av detta fornminne      |
| Spelvik 24:4           | Hällristning                |              | Spelvik, Södermanland |        | 58.908989, 17.103516 | 10036600240004 | Ladda upp en bild av detta fornminne      |
| Spelvik 25:1           | Gravfält                    |              | Spelvik, Södermanland |        | 58.909808, 17.117990 | 10036600250001 | Ladda upp en bild av detta fornminne      |
| Spelvik 25:2           | Stensättning                |              | Spelvik, Södermanland |        | 58.909351, 17.118896 | 10036600250002 | Ladda upp en bild av detta fornminne      |
| Spelvik 25:3           | Stensättning                |              | Spelvik, Södermanland |        | 58.909467, 17.118883 | 10036600250003 | Ladda upp en bild av detta fornminne      |
| Spelvik 25:4           | Stensättning                |              | Spelvik, Södermanland |        | 58.909602, 17.118904 | 10036600250004 | Ladda upp en bild av detta fornminne      |
| Spelvik 26:1           | Gravfält                    |              | Spelvik, Södermanland |        | 58.906368, 17.121695 | 10036600260001 | Ladda upp en bild av detta fornminne      |
| Spelvik 27:1           | Gravfält                    |              | Spelvik, Södermanland |        | 58.908646, 17.121771 | 10036600270001 | Ladda upp en bild av detta fornminne      |
| Spelvik 30:1           | Gravfält                    |              | Spelvik, Södermanland |        | 58.904756, 17.093253 | 10036600300001 | Ladda upp en bild av detta fornminne      |
| Spelvik 31:1           | Gravfält                    |              | Spelvik, Södermanland |        | 58.910597, 17.073885 | 10036600310001 | Ladda upp en bild av detta fornminne      |
| Spelvik 31:2           | Stensättning                |              | Spelvik, Södermanland |        | 58.910048, 17.074007 | 10036600310002 | Ladda upp en bild av detta fornminne      |
| Spelvik 32:1           | Stensättning                |              | Spelvik, Södermanland |        | 58.912609, 17.073394 | 10036600320001 | Ladda upp en bild av detta fornminne      |
| Spelvik 32:2           | Stensättning                |              | Spelvik, Södermanland |        | 58.912596, 17.073116 | 10036600320002 | Ladda upp en bild av detta fornminne      |
| Spelvik 33:1           | Gravfält                    |              | Spelvik, Södermanland |        | 58.914694, 17.072858 | 10036600330001 | Ladda upp en bild av detta fornminne      |
| Spelvik 34:1           | Gravfält                    |              | Spelvik, Södermanland |        | 58.907478, 17.062450 | 10036600340001 | Ladda upp en bild av detta fornminne      |
| Spelvik 34:2           | Stensättning                |              | Spelvik, Södermanland |        | 58.907626, 17.061397 | 10036600340002 | Ladda upp en bild av detta fornminne      |
| Spelvik 36:1           | Hög                         |              | Spelvik, Södermanland |        | 58.911228, 17.066583 | 10036600360001 | Ladda upp en bild av detta fornminne      |
| Spelvik 37:1           | Gravfält                    |              | Spelvik, Södermanland |        | 58.899925, 17.102242 | 10036600370001 | Ladda upp en bild av detta fornminne      |
| Spelvik 38:1           | Hög                         |              | Spelvik, Södermanland |        | 58.900399, 17.100648 | 10036600380001 | Ladda upp en bild av detta fornminne      |
| Spelvik 38:2           | Stensättning                |              | Spelvik, Södermanland |        | 58.900279, 17.100798 | 10036600380002 | Ladda upp en bild av detta fornminne      |
| Sö 165 (Spelvik 39:1)  | Runristning                 |              | Spelvik, Södermanland | Grinda | 58.902754, 17.095479 | 10036600390001 | Ladda upp en till bild av detta fornminne |
| Sö 166 (Spelvik 39:2)  | Runristning                 |              | Spelvik, Södermanland | Grinda | 58.902646, 17.095524 | 10036600390002 | Ladda upp en till bild av detta fornminne |
| Spelvik 39:3           | Stensättning                |              | Spelvik, Södermanland |        | 58.902586, 17.095313 | 10036600390003 | Ladda upp en bild av detta fornminne      |
| Spelvik 39:4           | Stensättning                |              | Spelvik, Södermanland |        | 58.902385, 17.095561 | 10036600390004 | Ladda upp en bild av detta fornminne      |
| Spelvik 40:1           | Gravfält                    |              | Spelvik, Södermanland |        | 58.905764, 17.101160 | 10036600400001 | Ladda upp en bild av detta fornminne      |
| Spelvik 40:2           | Stensättning                |              | Spelvik, Södermanland |        | 58.906074, 17.102011 | 10036600400002 | Ladda upp en bild av detta fornminne      |
| Spelvik 40:3           | Stensättning                |              | Spelvik, Södermanland |        | 58.905965, 17.102109 | 10036600400003 | Ladda upp en bild av detta fornminne      |
| Spelvik 40:4           | Stensättning                |              | Spelvik, Södermanland |        | 58.905864, 17.102241 | 10036600400004 | Ladda upp en bild av detta fornminne      |
| Spelvik 41:1           | Grav- och boplatsområde     |              | Spelvik, Södermanland |        | 58.888961, 17.126623 | 10036600410001 | Ladda upp en bild av detta fornminne      |
| Spelvik 41:2           | Stensättning                |              | Spelvik, Södermanland |        | 58.888900, 17.125505 | 10036600410002 | Ladda upp en bild av detta fornminne      |
| Spelvik 43:1           | Röse                        |              | Spelvik, Södermanland |        | 58.885995, 17.123291 | 10036600430001 | Ladda upp en bild av detta fornminne      |
| Spelvik 44:1           | Röse                        |              | Spelvik, Södermanland |        | 58.883978, 17.134506 | 10036600440001 | Ladda upp en bild av detta fornminne      |
| Spelvik 44:2           | Stensättning                |              | Spelvik, Södermanland |        | 58.883708, 17.134563 | 10036600440002 | Ladda upp en bild av detta fornminne      |
| Spelvik 45:1           | Stensättning                |              | Spelvik, Södermanland |        | 58.879111, 17.129598 | 10036600450001 | Ladda upp en bild av detta fornminne      |
| Spelvik 46:1           | Röse                        |              | Spelvik, Södermanland |        | 58.881490, 17.123370 | 10036600460001 | Ladda upp en bild av detta fornminne      |
| Spelvik 46:2           | Stensättning                |              | Spelvik, Södermanland |        | 58.881339, 17.123829 | 10036600460002 | Ladda upp en bild av detta fornminne      |
| Spelvik 46:3           | Stensättning                |              | Spelvik, Södermanland |        | 58.881342, 17.124321 | 10036600460003 | Ladda upp en bild av detta fornminne      |
| Spelvik 50:1           | Röse                        |              | Spelvik, Södermanland |        | 58.892133, 17.121366 | 10036600500001 | Ladda upp en bild av detta fornminne      |
| Spelvik 51:1           | Gravfält                    |              | Spelvik, Södermanland |        | 58.892573, 17.120921 | 10036600510001 | Ladda upp en bild av detta fornminne      |
| Spelvik 52:1           | Hög                         |              | Spelvik, Södermanland |        | 58.888125, 17.125773 | 10036600520001 | Ladda upp en bild av detta fornminne      |
| Spelvik 53:1           | Stensättning                |              | Spelvik, Södermanland |        | 58.899740, 17.100800 | 10036600530001 | Ladda upp en bild av detta fornminne      |
| Spelvik 57:1           | Stensättning                |              | Spelvik, Södermanland |        | 58.905426, 17.078196 | 10036600570001 | Ladda upp en bild av detta fornminne      |
| Spelvik 57:2           | Stensättning                |              | Spelvik, Södermanland |        | 58.905311, 17.078085 | 10036600570002 | Ladda upp en bild av detta fornminne      |
| Spelvik 60:1           | Grav- och boplatsområde     |              | Spelvik, Södermanland |        | 58.910597, 17.078355 | 10036600600001 | Ladda upp en bild av detta fornminne      |
| Spelvik 60:2           | Stensättning                |              | Spelvik, Södermanland |        | 58.910968, 17.078939 | 10036600600002 | Ladda upp en bild av detta fornminne      |
| Spelvik 61:1           | Stensättning                |              | Spelvik, Södermanland |        | 58.915979, 17.069964 | 10036600610001 | Ladda upp en bild av detta fornminne      |
| Spelvik 63:1           | Hög                         |              | Spelvik, Södermanland |        | 58.911796, 17.082303 | 10036600630001 | Ladda upp en bild av detta fornminne      |
| Spelvik 63:2           | Hög                         |              | Spelvik, Södermanland |        | 58.911888, 17.082170 | 10036600630002 | Ladda upp en bild av detta fornminne      |
| Spelvik 65:1           | Stensättning                |              | Spelvik, Södermanland |        | 58.911834, 17.099803 | 10036600650001 | Ladda upp en bild av detta fornminne      |
| Spelvik 66:1           | Stensättning                |              | Spelvik, Södermanland |        | 58.912686, 17.083432 | 10036600660001 | Ladda upp en bild av detta fornminne      |
| Spelvik 66:2           | Stensättning                |              | Spelvik, Södermanland |        | 58.912733, 17.083244 | 10036600660002 | Ladda upp en bild av detta fornminne      |
| Spelvik 68:1           | Stensättning                |              | Spelvik, Södermanland |        | 58.909922, 17.095697 | 10036600680001 | Ladda upp en bild av detta fornminne      |
| Spelvik 71:1           | Stensättning                |              | Spelvik, Södermanland |        | 58.908558, 17.060741 | 10036600710001 | Ladda upp en bild av detta fornminne      |
| Spelvik 72:1           | Stensättning                |              | Spelvik, Södermanland |        | 58.912656, 17.060508 | 10036600720001 | Ladda upp en bild av detta fornminne      |
| Spelvik 72:2           | Stensättning                |              | Spelvik, Södermanland |        | 58.912565, 17.060609 | 10036600720002 | Ladda upp en bild av detta fornminne      |
| Spelvik 73:1           | Gravfält                    |              | Spelvik, Södermanland |        | 58.911262, 17.064965 | 10036600730001 | Ladda upp en bild av detta fornminne      |
| Spelvik 73:2           | Stensättning                |              | Spelvik, Södermanland |        | 58.911553, 17.065289 | 10036600730002 | Ladda upp en bild av detta fornminne      |
| Spelvik 75:1           | Stensättning                |              | Spelvik, Södermanland |        | 58.890212, 17.125237 | 10036600750001 | Ladda upp en bild av detta fornminne      |
| Spelvik 75:2           | Stensättning                |              | Spelvik, Södermanland |        | 58.890245, 17.125637 | 10036600750002 | Ladda upp en bild av detta fornminne      |
| Spelvik 75:3           | Stensättning                |              | Spelvik, Södermanland |        | 58.890277, 17.126003 | 10036600750003 | Ladda upp en bild av detta fornminne      |
| Spelvik 75:4           | Stensättning                |              | Spelvik, Södermanland |        | 58.890299, 17.126576 | 10036600750004 | Ladda upp en bild av detta fornminne      |
| Spelvik 76:1           | Stensättning                |              | Spelvik, Södermanland |        | 58.890678, 17.124386 | 10036600760001 | Ladda upp en bild av detta fornminne      |
| Spelvik 76:2           | Stensättning                |              | Spelvik, Södermanland |        | 58.890678, 17.124386 | 10036600760002 | Ladda upp en bild av detta fornminne      |
| Spelvik 76:3           | Stensättning                |              | Spelvik, Södermanland |        | 58.890678, 17.124386 | 10036600760003 | Ladda upp en bild av detta fornminne      |
| Spelvik 80:1           | Stensättning                |              | Spelvik, Södermanland |        | 58.893392, 17.120056 | 10036600800001 | Ladda upp en bild av detta fornminne      |
| Spelvik 83:1           | Stensättning                |              | Spelvik, Södermanland |        | 58.879637, 17.137326 | 10036600830001 | Ladda upp en bild av detta fornminne      |
| Spelvik 87:1           | Hällristning                |              | Spelvik, Södermanland |        | 58.894228, 17.116112 | 10036600870001 | Ladda upp en bild av detta fornminne      |
| Spelvik 91:1           | Stensättning                |              | Spelvik, Södermanland |        | 58.884952, 17.114248 | 10036600910001 | Ladda upp en bild av detta fornminne      |
| Spelvik 92:1           | Hög                         |              | Spelvik, Södermanland |        | 58.880001, 17.124416 | 10036600920001 | Ladda upp en bild av detta fornminne      |
| Spelvik 93:1           | Hög                         |              | Spelvik, Södermanland |        | 58.905468, 17.110679 | 10036600930001 | Ladda upp en bild av detta fornminne      |
| Spelvik 101:1          | Hällristning                |              | Spelvik, Södermanland |        | 58.900013, 17.104592 | 10036601010001 | Ladda upp en bild av detta fornminne      |
| Spelvik 101:2          | Hällristning                |              | Spelvik, Södermanland |        | 58.900013, 17.104592 | 10036601010002 | Ladda upp en bild av detta fornminne      |
| Spelvik 101:3          | Hällristning                |              | Spelvik, Södermanland |        | 58.900013, 17.104592 | 10036601010003 | Ladda upp en bild av detta fornminne      |
| Spelvik 101:4          | Hällristning                |              | Spelvik, Södermanland |        | 58.900013, 17.104592 | 10036601010004 | Ladda upp en bild av detta fornminne      |
| Spelvik 101:5          | Hällristning                |              | Spelvik, Södermanland |        | 58.900013, 17.104592 | 10036601010005 | Ladda upp en bild av detta fornminne      |
| Spelvik 101:6          | Hällristning                |              | Spelvik, Södermanland |        | 58.900013, 17.104592 | 10036601010006 | Ladda upp en bild av detta fornminne      |
| Spelvik 102:1          | Hällristning                |              | Spelvik, Södermanland |        | 58.900250, 17.103952 | 10036601020001 | Ladda upp en bild av detta fornminne      |
| Spelvik 103:1          | Hällristning                |              | Spelvik, Södermanland |        | 58.893772, 17.114810 | 10036601030001 | Ladda upp en bild av detta fornminne      |
| Spelvik 104:1          | Hällristning                |              | Spelvik, Södermanland |        | 58.895595, 17.116117 | 10036601040001 | Ladda upp en bild av detta fornminne      |
| Spelvik 104:2          | Hällristning                |              | Spelvik, Södermanland |        | 58.895595, 17.116117 | 10036601040002 | Ladda upp en bild av detta fornminne      |